# 吟吹雪
吟吹雪（ぎんふぶき）は、滋賀県農業試験場（現 滋賀県農業技術振興センター）が開発した日本のイネの品種名および銘柄名である。酒造好適米の一種。大粒で比較的栽培の容易な「玉栄」と、心白発現率の高い「山田錦」の特性を兼ね備えた品種として育成された。品種名には、心白を吹雪が舞っている様に擬し、吟醸酒向けという意味が込められている。

## 品種特性
熟期は中生の晩で、脱粒しにくく、多収。千粒重は26.1gと、「玉栄」より小さいものの「山田錦」と同等である。タンパク質含量は低く、心白発現率は高いが、精白によってやや砕けやすい。それでも40%程度の精米は可能である。

## 育成経過
1984年に「山田錦」を母、「玉栄」を父として人工交配を行い、その後代から育成された品種。
1989年に収量試験番号「大育酒685」を付し、1990年から奨励品種決定調査に供試。
1991年に地方番号「滋系酒56号」を付して特性を調査。
1998年に命名。
1999年3月17日に品種登録。
耐倒伏性は中、穂発芽性はやや易で、いもち病ほ場抵抗性は中である。
- 交配系譜

| 山田錦 | 山田錦 | 山田錦 | 山田錦 | 山田錦                | 山田錦 |  |  | 玉栄 （34-1） | 玉栄 （34-1） | 玉栄 （34-1） | 玉栄 （34-1） | 玉栄 （34-1） | 玉栄 （34-1） |  |  |  |  |
| 山田錦 | 山田錦 | 山田錦 | 山田錦 | 山田錦                | 山田錦 |  |  | 玉栄 （34-1） | 玉栄 （34-1） | 玉栄 （34-1） | 玉栄 （34-1） | 玉栄 （34-1） | 玉栄 （34-1） |  |  |  |  |
|        |        |        |        |                       |        |  |  |               |               |               |               |               |               |  |  |  |  |
|        |        |        |        | 吟吹雪 （滋系酒56号） |        |  |  |               |               |               |               |               |               |  |  |  |  |

## 関連品種

### 子品種
- 「出羽の里」（「出羽燦々」との交配）[1]

### 孫品種
- 「雪女神」（「出羽の里」と「蔵の華」の交配）[1]